# Good Wife
Good Wife (Originaltitel: The Good Wife) ist eine US-amerikanische Dramaserie, die zwischen dem 22. September 2009 und dem 8. Mai 2016 auf CBS ausgestrahlt wurde. Die Serie ist teilweise durch den Skandal um den US-amerikanischen Politiker Eliot Spitzer inspiriert, der wegen seines Umgangs mit exklusiven Prostituierten zurücktreten musste. In Deutschland strahlte ProSieben die erste Staffel ab dem 31. März 2010 aus. Wegen zu geringer Quoten wurde die zweite Staffel ab dem 11. März 2011 auf Kabel eins gezeigt.
Die Ausstrahlung der siebten und letzten Staffel begann am 4. Oktober 2015 in den USA, das Serienfinale wurde am 8. Mai 2016 ausgestrahlt. In Deutschland wurde die letzte Staffel ab dem 10. Januar 2017 vom Pay-TV-Sender Fox ausgestrahlt.

## Handlung
Im Mittelpunkt der Serie steht Alicia Florrick, die Ehefrau Peter Florricks, des früheren State’s Attorney von Chicago. Er verbüßt eine langjährige Haftstrafe wegen Veruntreuung öffentlicher Gelder und Vorteilsannahme (in Form sexueller Dienstleistungen von Prostituierten). Seine Frau Alicia kehrt in ihren alten Beruf als Anwältin zurück und sichert so den Lebensunterhalt für sich und ihre beiden Kinder im Teenageralter.
Als Neuling in einer Anwaltskanzlei muss sie sich nach 13 Jahren zunächst wieder in den Anwaltsberuf einfinden und sich gegen ihren Mitbewerber Cary Agos behaupten. Privat und in der Öffentlichkeit muss sie sich gegen Vorwürfe und Vorurteile bezüglich ihres Mannes wehren. Daneben entwickelt ihr früherer Studienfreund Will Gardner, der zugleich auch Miteigentümer der Anwaltskanzlei ist, in der sie arbeitet, ein privates Interesse an ihr. In der Zwischenzeit wird aufgrund von Nachforschungen zunehmend klarer, dass ihr Mann Opfer eines politischen Komplotts wurde. Zunächst kann auf juristischem Wege erreicht werden, dass Peter unter Auflagen, unter anderem dem Tragen einer Fußfessel, aus dem Gefängnis entlassen wird.
Das Verfahren gegen Peter Florrick wird schließlich ein weiteres Mal verhandelt. Durch neue Beweise und eine geschickte Verteidigung können die Vorwürfe der Unterschlagung und der Veruntreuung wie auch der Einflussnahme auf Justizverfahren entkräftet werden. Als Person rehabilitiert plant Peter sein politisches Comeback – allerdings nicht, ohne sich zuvor der Unterstützung seiner Frau zu versichern. Diese aber gerät aufgrund ihrer Gefühle für Will Gardner bei der öffentlichen Bekanntgabe von Peters erneuter Kandidatur für das Amt des State’s Attorney in Bedrängnis. Vorerst entschließt sie sich aber, bei ihrem Mann zu bleiben und ihn im Wahlkampf zu unterstützen. Kurz nachdem Peter sein Ziel erreicht hat, erfährt sie von seinem One-Night-Stand mit ihrer Freundin Kalinda. Sie trennt sich daraufhin von ihm und kommt Gardner am Ende der zweiten Staffel wieder näher.
Neben den sich über die erste und zweite Staffel hinziehenden Beziehungsproblemen werden in jeder Folge juristische Prozesse aus den Bereichen Straf- und Zivilrecht beschrieben. Weiterhin nehmen die internen Abläufe, insbesondere die Firmenpolitik und die Verhältnisse zwischen den handelnden Personen großen Raum ein. Insbesondere die Insolvenz der Kanzlei Lockhart/Gardner und die zeitweilige Kontrolle durch einen Insolvenzverwalter sorgen für Spannungen. Peter Florrick kandidiert als Gouverneur von Illinois. Insbesondere wegen seiner Frau, die bei den Wählern sehr beliebt ist, gewinnt er die Wahl mit großem Vorsprung. Es stellt sich heraus, dass Peters Wahlhelfer die Wahl manipuliert haben. Durch geschickte Winkelzüge sowohl politischer als auch juristischer Natur kann sich Peter vorerst retten. Besondere Bedeutung kommt einem kompromittierenden Video zu, das Will Gardner vor der Wahl zugespielt wurde. Dieser hält die Aufnahmen zunächst geheim.
Alicia Florrick gründet zusammen mit Cary Agos und weiteren Kollegen ihre eigene Kanzlei, womit sie Gardner und Lockhart gegen sich aufbringt. Insbesondere Gardner fühlt sich verraten. In der Mitte der fünften Staffel spitzen sich die Ereignisse um Peter Florrick zu. Eine Anklage wegen Wahlbetrugs scheint immer wahrscheinlicher. Kurz darauf verliert Gardners wegen Mordes angeklagter Mandant im Gericht die Beherrschung und schießt mit der Waffe um sich, die er einem Sheriff entwendet hat. Gardner wird tödlich getroffen. Alicia trauert lange und tief und trennt sich von ihrem Mann. Allerdings wollen beide den Anschein einer intakten Ehe wahren, da dies beruflich und politisch für beide vorteilhaft ist.
In der sechsten Staffel wird Cary Agos vorgeworfen, seinem Klienten Bishop beim Schmuggel von Heroin geholfen zu haben. Nachdem Kalinda Beweise fälscht, wird Cary freigesprochen. Währenddessen schließt sich Alicias frühere Chefin Diane Lockhart der Kanzlei von Alicia und Cary an. Alicia kandidiert als Staatsanwältin und gewinnt die Wahl, muss jedoch zurücktreten als ihr Wahlbetrug vorgeworfen wird. Die stellvertretende Staatsanwältin Geneva Pine findet heraus, dass Kalinda Beweise gefälscht hat, um einen Freispruch für Cary Agos zu erreichen. Pine zwingt Kalinda, Beweise gegen den Drogenhändler Bishop zu sammeln. Als Bishop verhaftet wird und er Kalinda als Maulwurf verdächtigt, muss diese fliehen.
Nach ihrem Rücktritt als Staatsanwältin macht sich Alicia gemeinsam mit der Anwältin Lucca Quinn selbstständig. Da Kalinda auf der Flucht ist, arbeiten sie mit dem Privatdetektiv Jason Crouse zusammen, mit dem Alicia eine Affäre beginnt. Nachdem Peter Florrick erfolglos für das Amt des US-Vizepräsidenten kandidiert hat, wird im zweiten Teil der Staffel erneut gegen ihn wegen Korruption ermittelt. Er muss zurücktreten und willigt in die Scheidung von Alicia ein.

## Produktion

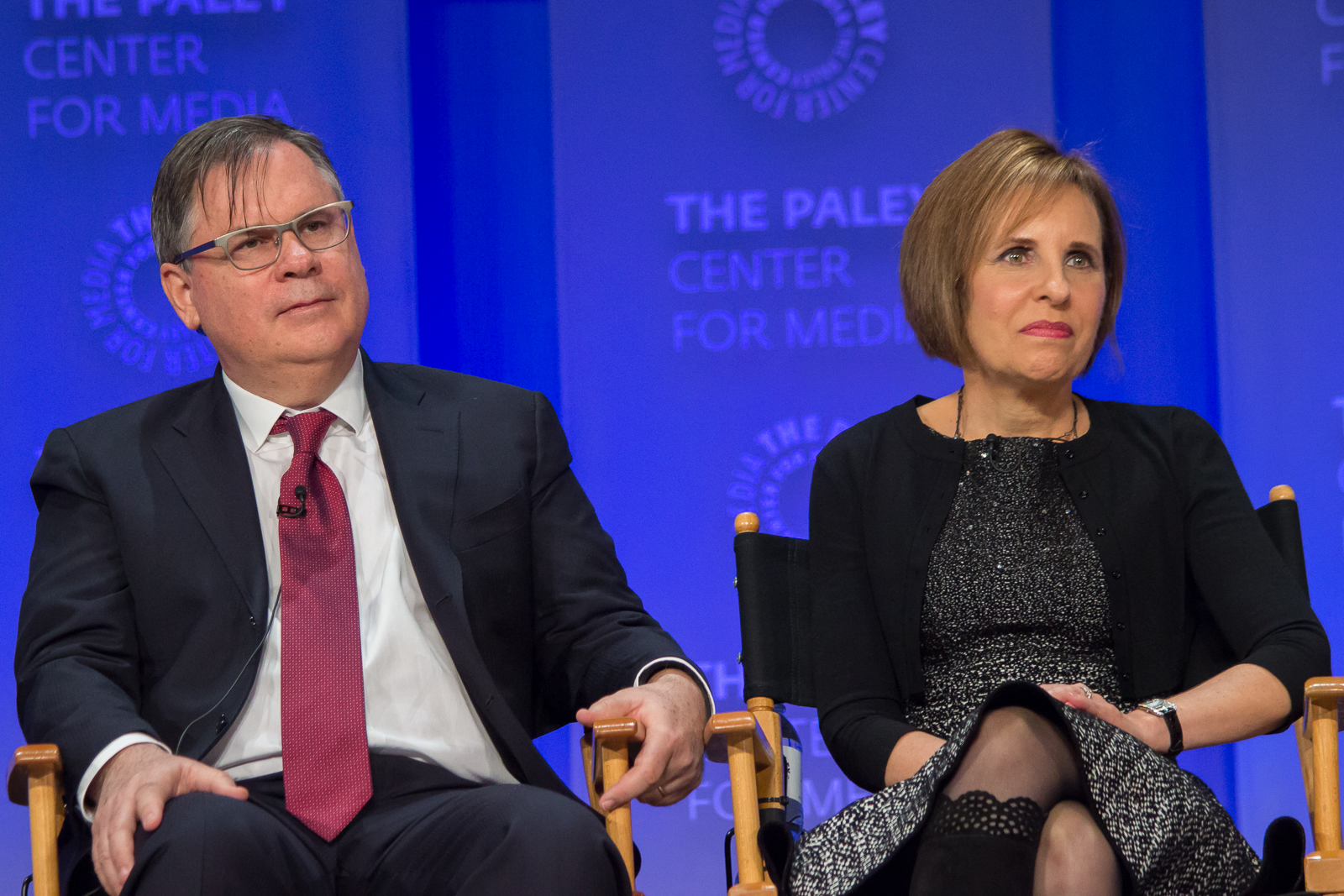
Die Produzenten Robert und Michelle King (2015).

Produziert wurde die Serie von Ridley Scott, Tony Scott, Dee Johnson, David W. Zucker, Michelle King und Robert King.
Die Serie wurde am 22. September 2009 zum ersten Mal vom US-Fernsehsender CBS in der Season 2009/2010 ausgestrahlt. Für die erste Staffel wurden zuerst nur 13 Episoden bestellt, die am 7. Oktober 2009 auf eine volle Staffel mit 22 Episoden erweitert wurde. Später wurde die Anzahl an Episoden noch einmal erhöht, sodass die erste Staffel auf insgesamt 23 Episoden kommt.
Am 14. Januar 2010 verlängerte CBS die Serie um eine zweite Staffel, die ebenfalls 23 Folgen umfasst. Am 18. Mai 2011 wurde eine dritte Staffel durch CBS bestellt. Im März 2012 gab CBS die Verlängerung um eine vierte Staffel bekannt. Ende März 2013 gab CBS die Verlängerung um eine fünfte Staffel bekannt. Am 13. März 2014 wurde eine sechste Staffel bestellt.
Da der Titel The Good Wife potentielle Zuschauer abschrecken könnte, äußerten die Show Runner Michelle und Robert King öffentlich, dass sie sich einen anderen Titel gewünscht hätten.

## Besetzung und Synchronisation
Die deutsche Synchronisation entstand durch die Synchronfirma Cinephon in Berlin unter der Dialogregie von Bernd Eichner nach einem Dialogbuch von Ulrike Lau, Bernd Eichner, Claudia Sander, Klaus-Peter Krone und Gabi Voussem.

### Hauptbesetzung
| Rolle                   | Schauspieler        | Hauptrolle (Staffel) | Nebenrolle (Staffel) | Synchronstimme      |
| ----------------------- | ------------------- | -------------------- | -------------------- | ------------------- |
| Alicia Florrick         | Julianna Margulies  | 1–7                  |                      | Anke Reitzenstein   |
| Kalinda Sharma          | Archie Panjabi      | 1–6                  |                      | Eva Michaelis       |
| Will Gardner            | Josh Charles        | 1–5                  | 6–7                  | Peter Lontzek       |
| Diane Lockhart          | Christine Baranski  | 1–7                  |                      | Liane Rudolph       |
| Cary Agos               | Matt Czuchry        | 1–7                  |                      | Dominik Auer        |
| Zachary „Zach“ Florrick | Graham Phillips     | 1–5                  | 6–7                  | Christian Zeiger    |
| Grace Florrick          | Makenzie Vega       | 1–7                  |                      | Lisa Mitsching      |
| Eli Gold                | Alan Cumming        | 2–7                  | 1                    | Viktor Neumann      |
| David Lee               | Zach Grenier        | 5–7                  | 1–4                  | Andreas W. Schmidt  |
| Finn Polmar             | Matthew Goode       | 5–6                  |                      | Norman Matt         |
| Lucca Quinn             | Cush Jumbo          | 7                    |                      | Anne Düe            |
| Jason Crouse            | Jeffrey Dean Morgan | 7                    |                      | Charles Rettinghaus |

### Nebenbesetzung
| Rolle                     | Schauspieler           | Nebenrolle (Staffel) | Gastrolle (Staffel) | Synchronstimme                                                                   |
| ------------------------- | ---------------------- | -------------------- | ------------------- | -------------------------------------------------------------------------------- |
| Peter Florrick            | Chris Noth             | 1–7                  |                     | Tom Vogt                                                                         |
| Jackie Florrick           | Mary Beth Peil         | 1–7                  |                     | Dagmar Heller (Staffel 1–5) Barbara Adolph (Staffel 6) Gertie Honeck (Staffel 7) |
| Veronica Loy              | Stockard Channing      | 4–7                  |                     | Marianne Groß                                                                    |
| Geneva Pine               | Renée Elise Goldsberry | 1–6                  | 7                   | Dana Friedrich                                                                   |
| Julius Cain               | Michael Boatman        | 1–3, 5               | 6                   | Claudio Maniscalco                                                               |
| Bree                      | Emily Bergl            | 1                    |                     | Isabelle Schmidt                                                                 |
| Glenn Childs              | Titus Welliver         | 1–2                  | 3                   | Erich Räuker                                                                     |
| Becca                     | Dreama Walker          | 1–2                  | 5                   | Esra Vural                                                                       |
| Daniel Golden             | Joe Morton             | 1–3                  |                     | Peter Reinhardt                                                                  |
| Richter Richard Cuesta    | David Paymer           | 1–3                  | 7                   | Bodo Wolf                                                                        |
| Richter Harvey Winter     | Peter Riegert          | 1–3                  |                     | Lutz Riedel                                                                      |
| Matan Brody               | Chris Butler           | 1–4                  | 5–7                 | Christian Rudolf                                                                 |
| Patti Nyholm              | Martha Plimpton        | 1–4                  |                     | Peggy Sander                                                                     |
| Richter Charles Abernathy | Denis O’Hare           | 1–4, 7               |                     | Uwe Büschken                                                                     |
| Lana Delaney              | Jill Flint             | 1–4, 6               |                     | Sonja Spuhl                                                                      |
| Derrick Bond              | Michael Ealy           | 2                    |                     | Matti Klemm                                                                      |
| Wendy Scott-Carr          | Anika Noni Rose        | 2–4                  |                     | Ursula Hugo                                                                      |
| Louis Canning             | Michael J. Fox         | 2–7                  |                     | Sven Hasper                                                                      |
| Blake Calamar             | Scott Porter           | 2                    |                     | Robin Kahnmeyer                                                                  |
| Colin Sweeney             | Dylan Baker            | 1, 3–4               | 5–6                 | Hans-Jürgen Wolf                                                                 |
| Elsbeth Tascioni          | Carrie Preston         | 1, 3–6               | 7                   | Christin Marquitan                                                               |
| Dana Lodge                | Monica Raymund         | 3                    |                     | Anne Helm                                                                        |
| Caitlin D’arcy            | Anna Camp              | 3                    |                     | Giuliana Jakobeit                                                                |
| Clarke Hayden             | Nathan Lane            | 4–6                  |                     | Lutz Schnell                                                                     |
| Robyn Burdine             | Jess Weixler           | 4–6                  |                     | Julia Meynen                                                                     |
| Nick Saverese             | Marc Warren            | 4                    |                     | Axel Malzacher                                                                   |
| Laura Hellinger           | Amanda Peet            | 4                    |                     | Giuliana Jakobeit                                                                |
| Carey Zepps               | Ben Rappaport          | 5–7                  |                     | Jacob Weigert                                                                    |

## Ausstrahlung

### Vereinigte Staaten
In den USA wurde die Serie erstmals am 22. September 2009 auf dem US-Sender CBS ausgestrahlt. Das erste Staffelfinale wurde am 25. Mai 2010 gezeigt. Die zweite Staffel startete am 28. September 2010 und endete am 17. Mai 2011. Am 18. Mai 2011 gab CBS die Produktion einer dritten Staffel bekannt, die vom 25. September 2011 bis zum 29. April 2012 immer jeden Sonntag ausgestrahlt wurde.
Im März 2012 gab CBS die Verlängerung um eine vierte Staffel bekannt. Die Ausstrahlung der vierten Staffel begann am 30. September 2012 und wurde am 28. April 2013 beendet. Die Ausstrahlung der fünften Staffel begann am 29. September 2013 und wurde am 18. Mai 2014 beendet. Zwischen dem 21. September 2014 und dem 10. Mai 2015 war bei CBS die sechste Staffel zu sehen. Am 8. Mai 2016 war die letzte Folge „End“ der finalen siebten Staffel bei CBS zu sehen.
| 1 | 23 | 22. September 2009 – 25. Mai 2010   | 13,12 Mio. | #18 | Dienstag 22:00 Uhr | [ 15 ] |
| 2 | 23 | 28. September 2010 – 17. Mai 2011   | 13,00 Mio. | #16 | Dienstag 22:00 Uhr | [ 16 ] |
| 3 | 22 | 25. September 2011 – 29. April 2012 | 11,83 Mio. | #26 | Sonntag 21:00 Uhr  | [ 17 ] |
| 4 | 22 | 30. September 2012 – 28. April 2013 | 10,98 Mio. | #27 | Sonntag 21:00 Uhr  | [ 18 ] |
| 5 | 22 | 29. September 2013 – 18. Mai 2014   | 11,43 Mio. | #23 | Sonntag 21:00 Uhr  | [ 19 ] |
| 6 | 22 | 21. September 2014 – 10. Mai 2015   | 11,40 Mio. | #30 | Sonntag 21:00 Uhr  | [ 20 ] |
| 7 | 22 | 4. Oktober 2015 – 8. Mai 2016       | 10,85 Mio. | #27 | Sonntag 21:00 Uhr  | [ 21 ] |

### Deutschland
In Deutschland sendete ProSieben die erste Staffel als deutschsprachige Erstausstrahlung zwischen dem 31. März und dem 6. Oktober 2010. Die Quoten lagen trotz des guten Vorprogrammes durchgängig unterhalb des Senderschnittes von ProSieben.
Die zweite Staffel wurde vom 11. März bis zum 19. August 2011 auf Kabel eins gezeigt, da die Quoten auf ProSieben für eine weitere Ausstrahlung zu gering waren. Nach der Ausstrahlung von vier Folgen wurde, aufgrund schwacher, wenn auch stabiler, Einschaltquoten mit Marktanteil zwischen 4,2 und 4,8 Prozent und damit unterhalb des Kabel-eins-Senderschnittes, entschieden, dass Good Wife ab dem 29. April später am Abend und nicht mehr zur Hauptsendezeit laufen wird. Im Durchschnitt blieben auch die Quoten der zweiten Staffel mit 0,35 Millionen Zuschauern (4,2 Prozent) der werberelevanten Zielgruppe und 0,56 Millionen (3,0 Prozent) des Gesamtpublikums weiterhin schlecht. Nachdem die erste Staffel auf ProSieben und die zweite auf Kabel eins den jeweiligen Senderschnitt nicht halten konnten, galt die weitere Ausstrahlung auf einem dieser Sender als unsicher.
Im Ergebnis wurde die dritte Staffel zwischen dem 11. Dezember 2012 und dem 9. April 2013 vom Pay-TV-Sender FOX ausgestrahlt. Im Free-TV zeigte der Sender sixx die Staffel ab dem 4. Februar 2014. Zwischen dem 28. Januar 2014 und dem 8. April 2014 wurde die vierte Staffel in Doppelfolgen bei FOX ausgestrahlt. Am 6. Januar 2015 startete die fünfte Staffel sowohl bei FOX als auch bei sixx. In Deutschland lief die sechste Staffel vom 19. Januar bis 29. März 2016 bei Fox und seit dem 11. April 2016 bei sixx. Die siebte Staffel lief beim Pay-TV-Sender Fox und ist auf Netflix und Amazon Prime Video verfügbar.

### Österreich
Seit dem 27. Januar 2011 wird die Serie bei Puls 4 ausgestrahlt.

### Schweiz
Die Serie wird seit dem 29. April 2013 bei SRF zwei ausgestrahlt.

## Rezeption
Entertainment Weekly wählte die fünfte Folge der fünften Staffel, Hitting the Fan, auf Platz 3 ihrer Top 10 der besten Serienfolgen des Jahres 2013. Die Neue Zürcher Zeitung bezeichnete sie in einem Artikel vom 28. Juni 2011 als „herausragende Anwaltsserie“ und vermutete, die Serie fände wenig Anklang, weil mit der Synchronisierung entscheidende Feinheiten der Originalsprache verloren gingen. Brian Moylan vom britischen The Guardian hielt in einem Artikel vom 22. September 2014 fest: „It's the best show on TV“.

## Auszeichnungen
Hauptdarstellerin Julianna Margulies gewann 2010 einen Golden Globe Award, einen Screen Actors Guild Award sowie einen Television Critics Association Award. Die Nebendarstellerin Archie Panjabi wurde im selben Jahr mit einem Emmy ausgezeichnet. 2011 wurde die Serie mit einem Peabody Award ausgezeichnet. Bei der Emmy-Verleihung 2011 erhielt Margulies einen Emmy als beste Hauptdarstellerin einer Dramaserie, die Serie war 2010 und 2011 insgesamt neun Mal nominiert und ist damit eine der erfolgreichsten Network-Serien. 2014 gewann Julianna Margulies erneut den Emmy als beste Hauptdarstellerin in einer Dramaserie. Außerdem erhielt Carrie Preston für ihre Rolle als Elsbeth Tascioni 2013 den Emmy als beste Gastdarstellerin in einer Dramaserie.

## Spin-offThe Good Fight
Im Mai 2016 gab CBS bekannt, dass ein Spin-off mit Christine Baranski und Cush Jumbo bestellt wurde. Im Gegensatz zur Mutterserie soll lediglich die Pilotepisode auf CBS im Fernsehen ausgestrahlt werden, während die restlichen Folgen ausschließlich über den Video-on-Demand-Dienst CBS All Access verfügbar gemacht werden.
Zum Produktionsbeginn am 31. Oktober 2016 gab CBS den Titel der Serie bekannt. Neben Baranski und Jumbo spielen Rose Leslie, Delroy Lindo, Sarah Steele sowie Erica Tazel die weiteren Hauptrollen. Die Serie hatte am 19. Februar 2017 Premiere. In Deutschland wird sie seit dem 7. November 2017 bei Fox ausgestrahlt.

## Remake
In Südkorea produzierte der Fernsehsender tvN ein Remake der CBS-Serie. Regie führt Lee Jung-hyo. Es war die erste amerikanische Fernsehserie, die ein Remake in Südkorea erfuhr. Die Hauptrollen spielen Jeon Do-yeon, Yoo Ji-tae, Yoon Kye-sang und Kim Seo-hyung. Die Serie startet in Südkorea am 8. Juli 2016.

## DVD-Veröffentlichung
Die Veröffentlichung der ersten 6 Staffeln auf DVD erfolgte in den Vereinigten Staaten sukzessive von 2010 bis 2015, in Deutschland von 2011 bis 2016.